# Marcel Casadesús
Marcel Casadesús   (9è districte de París, 30 d'octubre de 1882 - Foncquevillers, 10 d'octubre de 1914) professor i virtuós del violoncel i la viola da gamba, membre del "Capet quartet", amb el seu germà Henri Casadesús.
Fill Luis Casadesus i Mathilde Sénéchal, a començar el violoncel als catorze anys al Conservatori de París > Va obtenir el seu primer premi l'any 1903. Va ser membre de la Societat d'instruments antics abans de desaparèixer, i morir al camp d'honor durant la Primera Guerra Mundial (Croix de guerre).
Distingit virtuós, va escriure preludis per al seu instrument i cadències per als concerts de Mozart i de Beethoven.
Va ser el marit de Marie Buisson, una cantant de mezzosoprano que va gaudir d'una carrera internacional fins a la dècada de 1920 i era el pare de Claude Casadesús.

## Biografia
1. ↑  [enllaç sense format] https://casadesus.com/marcel-casadesus-2/
2. ↑  [enllaç sense format] https://casadesus.com/marcel-casadesus-2/
3. ↑  [enllaç sense format] https://www.biografiasyvidas.com/biografia/c/casadesus_robert_marcel.htm
4. ↑  [enllaç sense format] https://es.whomarried.com/marcel-casadesus-20539063